# Belmsdorf (Bischofswerda)
Belmsdorf (hornolužickosrbsky Bałdrijanecy) je vesnice, místní část velkého okresního města Bischofswerda v německé spolkové zemi Sasko. Nachází se v zemském okrese Budyšín v Horní Lužici a má 344 obyvatel.

## Historie
Belmsdorf byl založen ve středověku jako lesní lánová ves. První písemná zmínka pochází z roku 1227, kdy je zmíněn jistý Wernherus scultetus de Baldewinesdorf. Roku 1950 se původně samostatná obec připojila k Bischofswerdě.

## Geografie
Belmsdorf leží jihovýchodně od samotného jádra Bischofswerdy na pravém břehu říčky Wesenitz. K původní zástavbě přibylo v období Německé demokratické republiky několik bytových domů. Vsí neprochází železnice.

## Pamětihodnosti
- několik dochovaných statků a lidových staveb